# 1461 Jean-Jacques
1461 Jean-Jacques este un asteroid din centura principală, descoperit pe 30 decembrie 1937, de Margueritte Laugier.